# Eemnes van A tot Z

## A
- Archief Eemland

## B

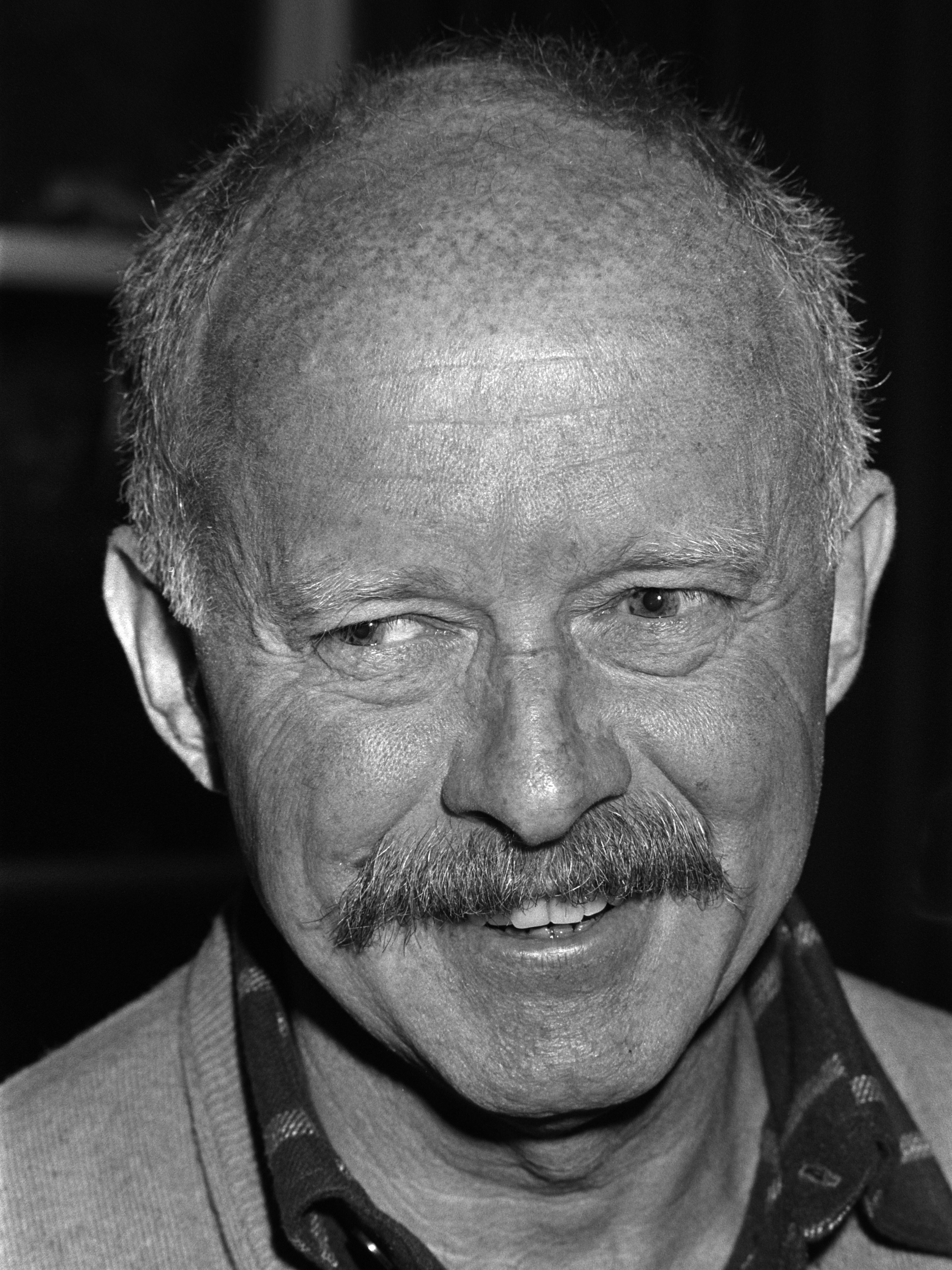
Dick Bruynesteyn

- Henk Backer
- Chris Beekman
- Binnert Philip de Beaufort
- Louis de Bekker -
- Roland van Benthem
- Pieter Jacob Teding van Berkhout
- Bert Boer
- Dik Bruynesteyn

## C
- Collectief Eemland
- COROP

## D
- Henk Dorland
- Henk van Dorp

## E

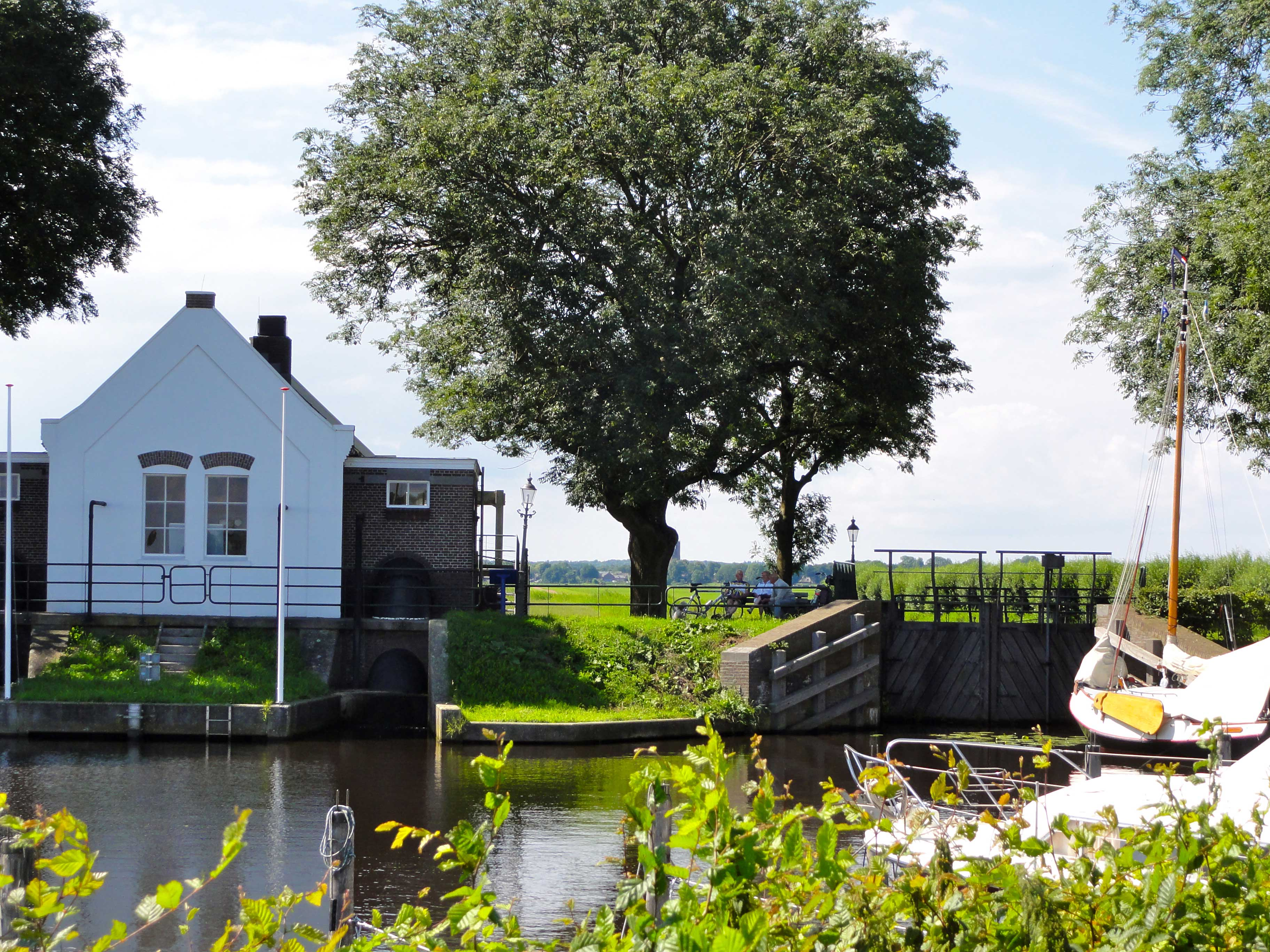
Eemnessersluis

- Eemland
- Eemnessersluis
- Eem
- Eembrugge
- Eemmeer & Gooimeer Zuidoever
- Eemnes-Binnen
- Eemnes-Buiten
- Eemnesserpolder
- Eemnesservaart
- De Eendracht
- Pieter van Es

## G
- Gedenkbord Eemnesserpolder
- Gemaal Eemnes
- Gemaal Tydeman
- Gooyergracht
- Goyer Golf & Country Club
- Grote of Sint-Nicolaaskerk (Eemnes)

## H
- Barend ter Haar
- Ruud van Hemert
- Lodewijk Hoekstra
- Hans ten Houten
- Huis Ter Eem

## I
- Inname van Eemnes

## K

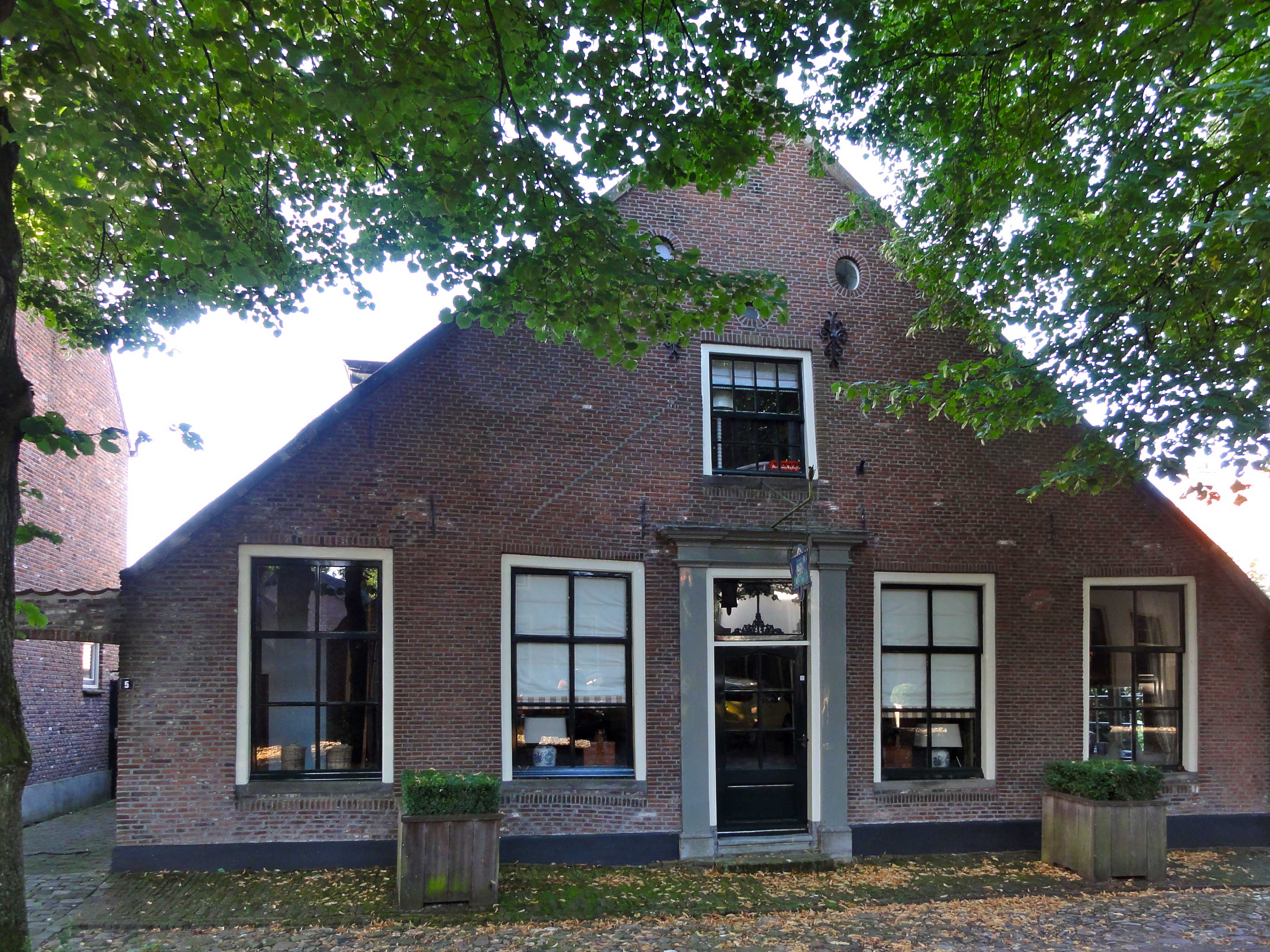
Kerkstraat 5

- Kerkstraat
- Kerkstraat 1
- Kerkstraat 2
- Kerkstraat 2A
- Kerkstraat 3
- Kerkstraat 3A
- Kerkstraat 4
- Kerkstraat 5
- Kerkstraat 6
- Kerkstraat 7
- Kerkstraat 8
- Kerkstraat 10
- Kerkstraat 18
- Kerkstraat 22-24
- Piet Klaasse
- Kleine Teun
- Klooster met Heilig Hartschool
- Paul Koning

## L
- Christiaan Dirk Laan
- Jacob Laan
- Bob de Lange
- Fien de Leeuw-Mertens
- Laarderweg 23
- Laarderweg 25
- Laarderweg 27
- Laarderweg 29
- De Lieberg
- De Lindeboom
- Lockhorst
- Lijst van beelden in Eemnes
- Lijst van burgemeesters van Eemnes
- Lijst van industrieel erfgoed in Eemnes
- Lijst van oorlogsmonumenten in Eemnes
- Lijst van rijksmonumenten in Eemnes
- Lijst van straten in Eemnes

## M
- Machrisjo
- Mariahoeve (Eemnes)
- Meentweg
- Meentweg 11
- Meentweg 19
- Meentweg 37
- Meentweg 45
- Meentweg 47
- Meentweg 49
- Meentweg 71
- Meentweg 79
- Meentweg 83
- Mennegat
- Molenweg 8

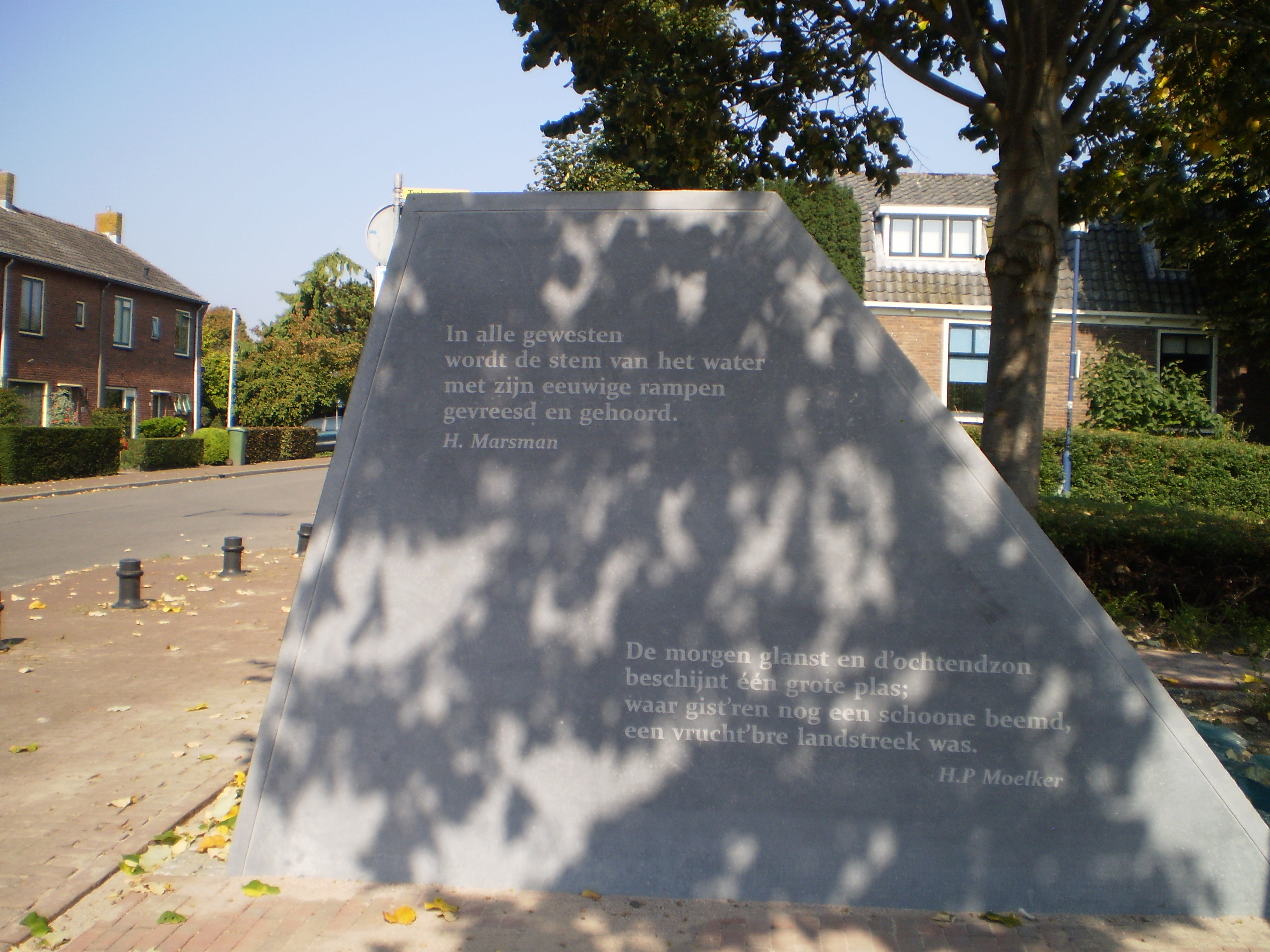
Mennegat

- Johan Hendrik Mello Mollerus van Westkerke
- Erik van Muiswinkel

## N
- Albertus van Naamen van Eemnes
- Nationaal Landschap Arkemheen-Eemland
- Gerrit van 't Net

## O
- Ocriet
- Ocrieteiland
- Piet van Ogtrop
- Op hoop van beter
- Oud-Eemnesserweg 13
- 't Oude Raadhuys

## P
- Jannetje Parvé
- Frans Pen
- Jan Pen (burgemeester)
- Pastorie Sint-Nicolaaskerk
- Paul Koning
- Han Perier
- Pieterskerk
- Christiaan Posthumus Meyjes sr.

## R
- Willem van Radelant
- Cornelis Röell
- Niels Rood
- Teun Roothart
- Louis Rutgers van Rozenburg
- Ruimzicht
- Rijksbeschermd gezicht Eemnes - Buiten

## S
- Toren van de Sint-Nicolaaskerk (Eemnes)
- Harry Smith
- Liesbeth Snoeck-Schuller
- Izaak Stalenhoef
- SV Eemnes

## T
- De tijd zal 't leren

## V
- Valse Bosjes
- Vanouds Stadwijk 1851
- Verzorgingsplaats 't Veentje
- Verzorgingsplaats Eemakker
- Sander Visser
- Vlag van Eemnes
- De Vogelwachters

Vrijheidsmonument

- Voormalige pastorie van de Pieterskerk
- Voormalig theehuis De Heidebloem
- Vrijheidsmonument

## W

Wakkerendijk

Wakkerendijk 1

- Wakkerendijk
- Wakkerendijk 9
- Wakkerendijk 24-26
- Wakkerendijk 27
- Wakkerendijk 36
- Wakkerendijk 41-47
- Wakkerendijk 94
- Wakkerendijk 96-98
- Wakkerendijk 102
- Wakkerendijk 106
- Wakkerendijk 112
- Wakkerendijk 114
- Wakkerendijk 116
- Wakkerendijk 120
- Wakkerendijk 140
- Wakkerendijk 158
- Wakkerendijk 166
- Wakkerendijk 168-170
- Wakkerendijk 188
- Wakkerendijk 202
- Wakkerendijk 258
- Wakkerendijk 260
- Wakkerendijk 264
- Wakkerendijk 268
- Wapen van Eemnes
- Gerard Wortel
- Maartje Wortel
- Bote Wilpstra
- Wolfsstede
- Wijken en buurten in Eemnes

## Z
- Hans van Zijl